# 毛果短冠草
毛果短冠草（学名：Sopubia lasiocarpa），为玄参科短冠草属下的一个植物种。